# غواصة يو بي-25
يو بي-25 غواصة ألمانية من فئة يو بي2 خدمت في البحرية الإمبراطورية الألمانية خلال الحرب العالمية الأولى. تم طلب الغواصة في 30 أبريل 1915 وأطلقت في 9 أكتوبر 1915. تم تكليفها في البحرية الإمبراطورية الألمانية في 11 ديسمبر 1915 باسم يو بي-25. فقدت الغواصة في تصادم مع SMS V26 في ميناء كيل في 17 مارس 1917.